# Club Esportiu Mercantil
El Club Esportiu Mercantil es un club catalán de fútbol de la ciudad de Sabadell, Barcelona (España), dedicada a la promoción del fútbol base.

## Historia
El club se fundó en el año 1913 por profesores y alumnos del Colegio Mercantil, conocido popularmente como Cal Taché, con el nombre de Mercantil SC, a pesar de que no fue inscrito oficialmente en la Federación Catalana hasta el año 1925. Durante sus primeros años de vida participó en diferentes categorías provinciales y regionales, como la Liga Amateur.
Su época dorada la vivió entre los años 1956 y 1960, cuando la entidad participó en la Tercera División, llegando a disputar una promoción de ascenso a Segunda ante el Europa. Más tarde, los problemas económicos provocaron su descenso de categoría y un cambio en la filosofía del club, que decidió dedicar todos sus esfuerzos en la promoción del fútbol base. En el año 1982 inauguró el Camp Municipal de Gràcia. El club se denominó durante estos años como Club Gimnástico Mercantil, CD Mercantil y actualmente CE Mercantil. Hoy día, el club cuenta con unos 400 jugadores repartidos en 28 equipos, desde prebenjamines hasta juveniles.
Obtuvo el galardón de mejor entidad de Sabadell en el año 1985 en la escuela deportiva del club y 1986 al esfuerzo colectivo, y fue distinguido por la Diputación de Barcelona como la mejor entidad catalana de fútbol base en el año 2002.

## Presidentes
- 1913 Lluís Sala Xandri i Domingo Vidal
- 1924 Josep Regàs
- 1925 Antonio Fernández
- ? J. Rabassa
- ? Agustí González
- ? Agustí Monegal
- ? - 1956/57 Jaume Enrich Farell
- 1957/58 - 1957/58 Josep Maria Vila Pagés
- 1958/59 - 1959/60 Adolfo Puig Conill
- 1960/61 - 1961/62 José Guillén Vallribera
- 1962/63 - 1983/84 Lluís Blanch Llorens
- 1984/85 - 1987/88 Fernando Ortín
- 1988/89 - 1995/96 Agustí Salas Sanz
- 1996/97 - 2002/03 Joaquim Roigé
- Desde 2003/04 Jordi Grané Ortega y Carlos Castillo Rodríguez

## Futbolistas destacados
Futbolistas del CE Mercantil que han jugado en Primera División:
- Josep Argemí - 1935/36 al FC Barcelona
- Juan Zambudio Velasco - 1942/43 en el FC Barcelona
- Patrocinio Ramón Gómez - 1943/44 en el CE Sabadell
- Antonio Vázquez Medina - 1944/45 en el CE Sabadell
- Manel Cerveró Chiva - 1946/47 en el CE Sabadell
- Juan José Barbera Bartolomé - 1959/60 en el RCD Español
- Ginés Castaños Alarcón - 1961/62 en el RCD Español
- Eladio Silvestre Graells - 1962/63 en el FC Barcelona
- José Miguel Martínez Febrer - 1962/63 en el Real Betis
- Aureliano Estévez Tamayo - 1969/70 en la U. D. Las Palmas
- Marcelino Pérez Ayllón - 1974/75 en el Atlético de Madrid
- Manuel González Díaz - 1974/75 en el Real Sporting de Gijón
- José Francisco Gómez Tanco - 1977/78 al Rayo Vallecano
- Eduardo Vílchez Ortiz - 1989/90 en el CD Logroñés
- Antonio Manchado Curto - 1989/90 en el CD Castellón
- Óscar García Junyent - 1992/93 en el FC Barcelona
- Jaume García Juan - 1992/93 en el RCD Español
- Roger García Junyent - 1994/95 en el FC Barcelona
- Antonio Morales Solís - 1994/95 en el RCD Español
- Moisés Hurtado Pérez - 2001/02 en el RCD Español
- Antonio Moral Segura - 2008/09 en el Real Racing Club de Santander
- Pol Lozano - 2018/19 en el RCD Español

## Temporadas
Hasta el año 2011-12 el club ha militado 4 veces en la Tercera División.
Temporadas del club en la Tercera División:
- 1956-1957: 3a Divisió 2º
- 1957-1958: 3a Divisió 10º
- 1958-1959: 3a Divisió 14º
- 1959-1960: 3a Divisió 16º